# European Festival Awards

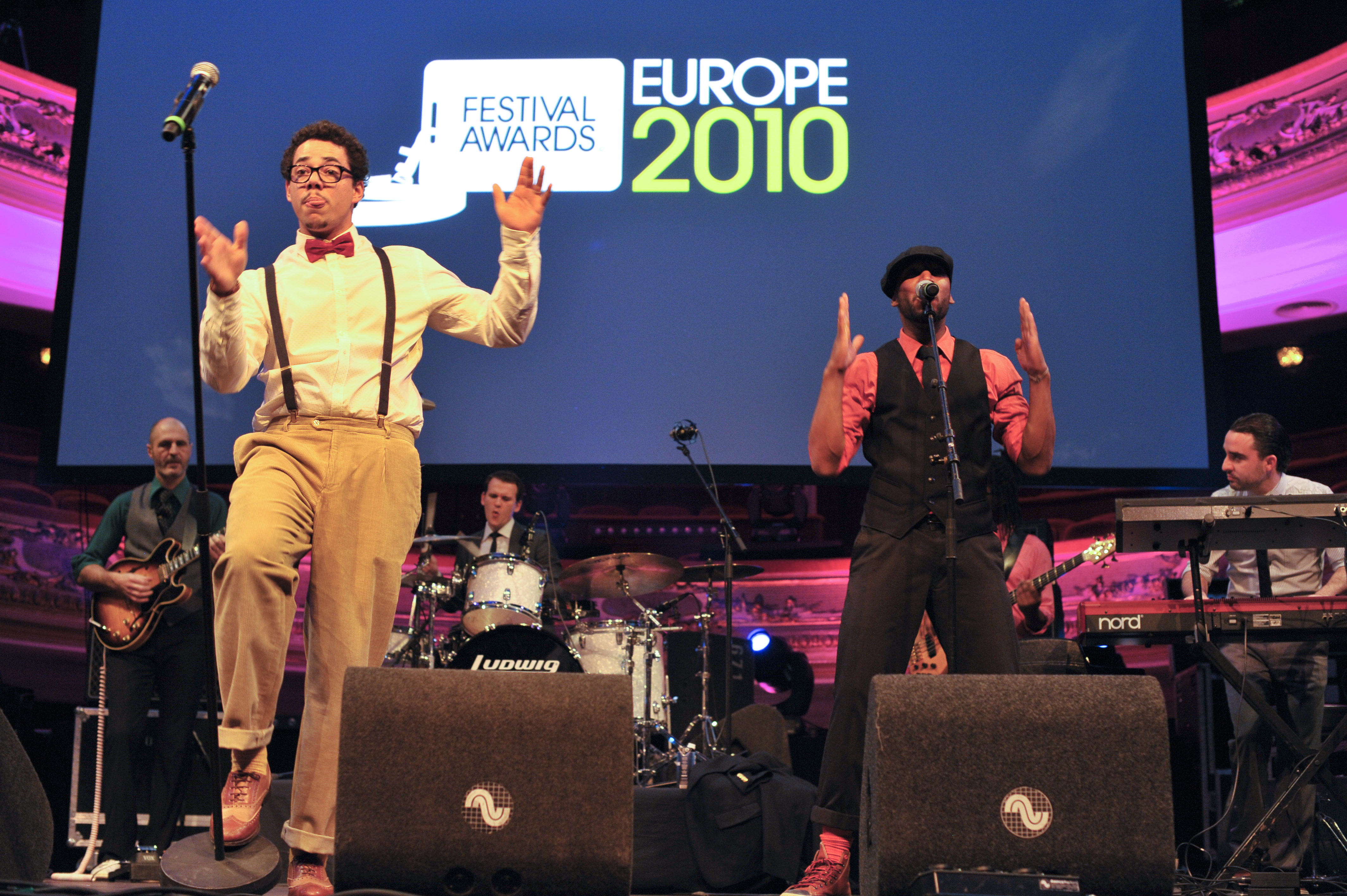
Ben l'Oncle Soul treedt op tijdens de European Festival Awards 2010 - by André van der Veen

 De European Festival Awards zijn in 2010 door de Europese festival vereniging Yourope en de festivalwebsite Virtual Festivals Europe in het leven geroepen. Sindsdien werden ze jaarlijks uitgereikt tijdens Eurosonic Noorderslag (The European Music Conference and Showcase Festival) in de Nederlandse stad Groningen. De European Festival Awards waren bedoeld voor Europese festivals en hun organisatoren, die een belangrijke bijdrage aan de maatschappij leveren. Er waren prijzen in dertien categorieën te winnen zoals “Beste grote Europese festival” en “Beste Europese festival line-up”In 2021 en 2022 werden de awards niet uitgereikt omdat veel festivals in 2020 en 2021 werden afgelast vanwege de coronapandemie die in 2020 uitbrak. Hierdoor was het in deze jaren niet mogelijk om de prijzen uit te reiken

## Winnaars European Festival Awards 2014
| Categorie                                                               | Winnaar                                | Land                |
| ----------------------------------------------------------------------- | -------------------------------------- | ------------------- |
| Best Major European Festival                                            | Sziget-festival                        | Hongarije           |
| Best Medium-Sized European Festival                                     | Sea Dance Festival                     | Montenegro          |
| Best Small European Festival                                            | Tauron Nowa Muzyka                     | Polen               |
| Best New European Festival                                              | Down The Rabbit Hole                   | Nederland           |
| Best Indoor Festival                                                    | I Love Techno                          | België              |
| Best European Festival Line-Up                                          | Glastonbury Festival                   | Verenigd Koninkrijk |
| Best Newcomer                                                           | Stromae                                | België              |
| Best Headliner                                                          | Arctic Monkeys                         | Engeland            |
| Festival Anthem of the Year                                             | R U Mine? (Arctic Monkeys)             | Engeland            |
| The Green Operations Award in association with Yourope and The GO Group | Roskilde Festival en Stop Wasting Food | Denemarken          |
| Artist’s Favourite European Festival                                    | Primavera Sound                        | Spanje              |
| Promoter of the Year in association with Virtual Festivals Europe       | Live Nation Belgium                    | België              |
| YES GROUP Health & Safety Innovation Award                              | MOJO/Loc Festivals                     | Nederland           |
| Award for Excellence and Passion                                        | Rikke Øxner (Roskilde Festival)        | Denemarken          |
| Yourope Lifetime Achievement Award                                      | Melvin Benn                            | Verenigd Koninkrijk |

## Winnaars European Festival Awards 2013
| Categorie                                                         | Winnaar               | Land        |
| ----------------------------------------------------------------- | --------------------- | ----------- |
| Best Major European Festival                                      | Exit                  | Servië      |
| Best Medium-Sized European Festival                               | Melt!                 | Duitsland   |
| Best Small European Festival                                      | Fusion Festival       | Roemenië    |
| Best New European Festival                                        | B.my.Lake             | Hongarije   |
| Best Indoor Festival                                              | Metal Hammer Paradise | Duitsland   |
| Best European Festival Line-Up                                    | Berlin Festival       | Duitsland   |
| Best Newcomer                                                     | Imagine Dragons       | VSA         |
| Best Headliner                                                    | Arctic Monkeys        | Engeland    |
| Festival Anthem of the Year                                       | Get Lucky (Daft Punk) | Frankrijk   |
| Yourope Green ‘N’ Clean Festival Of The Year                      | Way Out West          | Zweden      |
| Artist’s Favourite European Festival                              | Lowlands              | Nederland   |
| Promoter Of The Year in association with Virtual Festivals Europe | FKP Scorpio           | Duitsland   |
| Innovation Award                                                  | Paléo Festival        | Zwitserland |
| Yourope Lifetime Achievement Award                                | Marek Lieberberg      | Duitsland   |

## Winnaars European Festival Awards 2012
| Categorie                                                         | Winnaar                      | Land       |
| ----------------------------------------------------------------- | ---------------------------- | ---------- |
| Best Major European Festival                                      | Tomorrowland                 | België     |
| Best Medium-Sized European Festival                               | Balaton Sound                | Hongarije  |
| Best Small European Festival                                      | Tauron Nowa Muzyka           | Polen      |
| Best New European Festival                                        | Electro Magnetic             | Duitsland  |
| Best Indoor Festival                                              | Sensation                    | Nederland  |
| Best European Festival Line-Up                                    | Rock am Ring en Rock im Park | Duitsland  |
| Best Newcomer                                                     | Of Monsters and Men          | IJsland    |
| Best Headliner                                                    | Foo Fighters                 | VSA        |
| Festival Anthem of the Year                                       | I Follow Rivers (Lykke Li)   | Zweden     |
| Yourope Green ‘N’ Clean Festival Of The Year                      | We Love Green                | Frankrijk  |
| Artist’s Favourite European Festival                              | Roskilde Festival            | Denemarken |
| Promoter Of The Year in association with Virtual Festivals Europe | Pukkelpop                    | België     |
| Yourope Lifetime Achievement Award                                | Herman Schueremans           | België     |

## Winnaars European Festival Awards 2011
| Categorie                                                         | Winnaar                                  | Land      |
| ----------------------------------------------------------------- | ---------------------------------------- | --------- |
| Best Major European Festival                                      | Sziget Festival                          | Hongarije |
| Best Medium-Sized European Festival                               | Off Festival                             | Polen     |
| Best Small European Festival                                      | Haldern Pop                              | Duitsland |
| Best New European Festival                                        | Extrema Outdoor                          | België    |
| Best Indoor Festival                                              | I Love Techno                            | België    |
| Best European Festival Line-Up                                    | Rock Werchter                            | België    |
| Best Newcomer                                                     | James Blake                              | Engeland  |
| Best Headliner                                                    | Coldplay                                 | Engeland  |
| Festival Anthem of the Year                                       | Viva la Vida (Coldplay)                  | England   |
| Yourope Green ‘N’ Clean Festival Of The Year                      | Melt!                                    | Duitsland |
| Artist’s Favourite European Festival                              | Southside Festival en Hurricane Festival | Duitsland |
| Promoter Of The Year in association with Virtual Festivals Europe | FKP Scorpio                              | Duitsland |
| Yourope Lifetime Achievement Award                                | Michael Eavis                            | England   |

## Winnaars European Festival Awards 2010
| Categorie                                                         | Winnaar                               | Land       |
| ----------------------------------------------------------------- | ------------------------------------- | ---------- |
| Best Major European Festival                                      | Open'er Festival                      | Polen      |
| Best Medium-Sized European Festival                               | Electric Picnic Music & Arts Festival | Ierland    |
| Best Small European Festival                                      | Tauron Nowa Muzyka Festival           | Polen      |
| Best New European Festival                                        | Temple House Festival                 | Ierland    |
| Best Indoor Festival                                              | Rolling Stone Weekender               | Duitsland  |
| Best European Festival Line-Up                                    | Oxegen                                | Ierland    |
| Best Newcomer                                                     | Florence and the Machine              | Engeland   |
| Best Headliner                                                    | Muse                                  | Engeland   |
| Festival Anthem of the Year                                       | Uprising (Muse)                       | England    |
| Yourope Green ‘N’ Clean Festival Of The Year                      | Boom Festival                         | Portugal   |
| Artist’s Favourite European Festival                              | Melt!                                 | Duitsland  |
| Promoter Of The Year in association with Virtual Festivals Europe | Kilimanjaro/K2                        |            |
| Yourope Lifetime Achievement Award                                | Leif Skov                             | Denemarken |

## Winnaars European Festival Awards 2009
| Categorie                                    | Winnaar                 | Land      |
| -------------------------------------------- | ----------------------- | --------- |
| Best Major European Festival                 | Open'er Festival        | Polen     |
| Best Medium-Sized European Festival          | Dour Festival           | België    |
| Best Small European Festival                 | Cactusfestival          | België    |
| Best New European Festival                   | Openfields Festival     | België    |
| Best European Festival Line-Up               | Rock Werchter           | België    |
| Best Newcomer                                | White Lies              | Engeland  |
| Best Headliner                               | The Prodigy             | Engeland  |
| Festival Anthem of the Year                  | Viva la Vida (Coldplay) | England   |
| Yourope Green ‘N’ Clean Festival Of The Year | Øyafestivalen           | Noorwegen |
| Artist’s Favourite European Festival         | Rock Werchter           | België    |
| Promoter Of The Year                         | Herman Schueremans      | België    |
| Yourope Lifetime Achievement Award           | Jan Smeets              | Nederland |